# Makoto Shinkai
Makoto Shinkai (新海 誠 Shinkai Makoto?,  Koumi, prefectura de Nagano, 9 de febrero de 1973), nacido bajo el nombre de Makoto Niitsu (新津 誠 Niitsu Makoto?), es un reconocido director de cine, escritor, productor, animador, dibujante y actor de voz japonés. Es reconocido por dirigir Kimi no Na wa. (Your Name), la tercera película de anime más taquillera de todos los tiempos. Variety lo incluyó como uno de los diez animadores a seguir en el 2016.

## Carrera

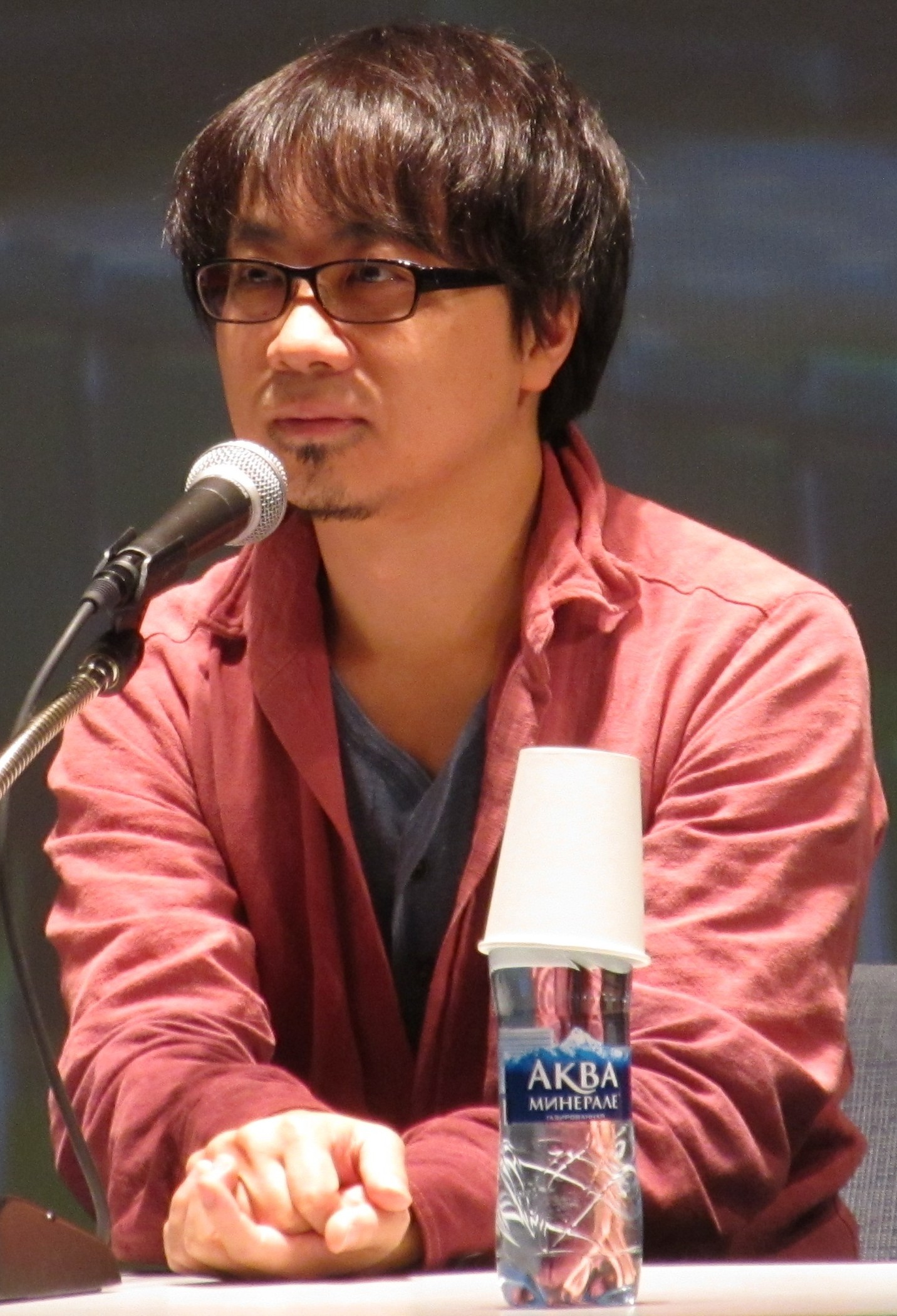
Makoto Shinkai hablando de la película "El jardín de las palabras" en Moscú

En 1999, Shinkai presentó Kanojo to Kanojo no Neko, un corto de cinco minutos hecho en blanco y negro con el que ganó diversos premios, incluyendo el gran premio en el DoGA CG Animation contest del 2000. El corto explora los detalles de la vida de un gato, narrados desde la perspectiva de este, y del tiempo que pasa con su dueña, una joven.
Después de ganar el gran premio, Shinkai empezó a pensar en una continuación mientras trabajaba como diseñador gráfico para Falcom, una compañía de videojuegos. Meses después, en junio del 2000, Shinkai se inspiró en el dibujo de una chica frente al tablero de instrumentos de un avión, sujetando un teléfono móvil para empezar Voces de una estrella distante (Hoshi no Koe). Poco tiempo después, fue contactado por Mangazoo, que le ofreció "trabajar con él", dándole la oportunidad de convertir su idea en un anime que ellos pudieran vender. En mayo de 2001, renunció a su trabajo en Falcom y empezó a trabajar en la idea. En una entrevista, Shinkai señaló que la producción tomó cerca de siete meses de "trabajo de verdad".
Voces de una estrella fue seguido por el largometraje de 90 minutos Kumo no Mukō, Yakusoku no Basho (雲のむこう、約束の場所?), que fue presentado en todo Japón el 20 de noviembre de 2004. Fue aclamado por la crítica, ganando muchos reconocimientos.
El siguiente proyecto de Shinkai se tituló 5 centímetros por segundo (秒速５センチメートル Byōsoku Go Senchimētoru?) y fue presentado el 3 de marzo de 2007. Este consiste en tres cortos titulados Flor de cerezo, Cosmonauta y Cinco centímetros por segundo. El tiempo total de duración es de una hora.
Tras finalizar esta película, decidió tomarse un año de descanso en Londres, Reino Unido. Al regresar a Japón, en 2009, comenzó a trabajar en un nuevo proyecto (publicando dos bosquejos en diciembre de ese mismo año). Shinkai mencionó en una entrevista que esa sería su película más extensa y la describió como un film "vívido" que abarca aventura, acción y romance, centrado en una enérgica y alegre joven que emprendió un viaje para decir "adiós". En noviembre del 2010, dio a conocer que el título de su nuevo trabajo sería Hoshi wo Ou Kodomo (星を追う子ども?). Días más tarde, apareció el avance de esta película por streaming vía Yahoo! Japón, en el que se anunció su estreno para mayo de 2011.
El 13 de mayo de 2013 lanzó un nuevo corto, Dareka no Manazashi y luego el día 31 de mismo mes, la película, El jardín de las palabras (言の葉の庭 Kotonoha no Niwa?).
Su siguiente trabajo es Kimi no Na wa. (君の名は。?), película que fue lanzada en los cines de Japón el 26 de agosto de 2016. Además de sus propios proyectos, Shinkai también asiste en la animación eroge de openings de películas para Minori, una compañía dedicada a la producción de novelas visuales.
Su penúltimo trabajo es El tiempo contigo (天気の子 Tenki No Ko?), película que fue lanzada en los cines de Japón el 19 de julio de 2019.
El 15 de diciembre de 2021 reveló que estaba trabajando en una nueva película, Suzume (すずめの戸締まり Suzume no Tojimari?), cuyo estreno en Japón está programado para el 11 de noviembre de 2022

## Obras

### Largometrajes
- 2004: Kumo no Mukō, Yakusoku no Basho (雲のむこう、約束の場所 Kumo no Mukō, Yakusoku no Basho?) - Director / Escritor / Productor / Storyboard / Arte / Diseño/ Modelado / Letra de canción tema
- 2007: 5 centímetros por segundo (秒速5センチメートル Byōsoku Go Senchimētoru?) - Director / Escritor / Productor / Storyboard / Director de arte / Diseño de color
- 2011: Viaje a Agartha (星を追う子ども Hoshi o Ou Kodomo?) - Director / Escritor / Productor
- 2013: El jardín de las palabras (言の葉の庭 Kotonoha no Niwa?) - Director / Escritor / Fotografía / Diseño de color / Edición
- 2016: Your Name (君の名は。 Kimi no Na wa?) Director / Escritor / Diseño de color
- 2019: El tiempo contigo (天気の子 Tenki no Ko?) - Director / Escritor / Diseño de color
- 2022: Suzume (雀 の 戸締まり Suzume no Tojimari[4]) - Director / Escritor / Diseño de color[5]

### Cortometrajes
- 1997: Other Worlds (遠い世界 Tooi Sekai?)
- 1998: Enclosed World (囲まれた世界 Kakomareta sekai?)
- 1999: Ella y su gato (彼女と彼女の猫 Kanojo to Kanojo no Neko?) Director / Escritor / Animador / voz de gato
- 2002: Voces de una estrella distante (ほしのこえ Hoshi no Koe?) - Director / Escritor / Productor/ Animador (único) / Edición / Voz original de Noboru Terao
- 2003: Egao (みんなのうた「笑顔」 Minna no Uta "Egao"?) Director (video musical de Hiromi Iwasaki)
- 2007: A Gathering of Cats (猫の集会 Neko no Shūkai?) - Director / Storyboard / Arte / Diseño de color / Fotografía
- 2013: La mirada de alguien (だれかのまなざし Dareka no Manazashi?, lit. Someone's Gaze) - Director

### Comerciales
- Bosphorus tunnel (ボスポラス海峡トンネル Bosuporasu kaikyō ton'neru?) - Director / Arte de fondo, 2011 (Comercial de televisión para Taisei Corporation)[6]
- Sri Lanka highway (スリランカ高速道路 Suriranka kōzokudōro?) - Director / Storyboard / Fotografía / Edición, 2013 (Comercial de televisión para Taisei Corporation), canción tema Fight (ファイト Faito?) compuesto por Anri Kumaki[7]
- Vietnam Noi Bai Airport (ベトナム・ノイバイ空港 Betonamu noibai kūkō?) - Director / Storyboard / Edición, 2014 (Comercial de televisión para Taisei Corporation)[8]
- Z-Kai: Cross Road (Ｚ会 「クロスロード」 Kurosu Rodo?) - Guion / Storyboard / Producción / Supervisión, 2014 (Comercial de televisión para Z-Kai)[9]

### Videojuegos
- Bittersweet Fools - Trailer & OP Director, 2001
- Wind: A Breath of Heart - Trailer & OP Director / Computer Animator, 2002-2004
- Haru no Ashioto - Trailer & OP Director, 2004
- Ef: A Fairy Tale of the Two. - Trailer & OP Director, 2006

### Libros
- Slug, 1994
- 5 centímetros por segundo, 2007
- El jardín de las palabras, 2014
- Kimi no Na wa., 2016
- Ella y su gato, 2021

### Mangas
- Beyond the Tower, 2002
- Hoshi no Koe, 2004
- Kumo no Mukō, Yakusoku no Basho, 2005–present
- 5 centímetros por segundo, 2010-2011
- Hoshi wo Ou Kodomo, 2011